# ساتن مندویل
ساتن مندویل (به انگلیسی: Sutton Mandeville) یک روستا و محله مدنی در بریتانیا است که در ویلتشر واقع شده‌است. ساتن مندویل ۲۳۲ نفر جمعیت دارد.